# マックス・ヴァインライヒ
マックス・ヴァインライヒ（Max Weinreich, Макс Вайнрайх, 1893年/1894年　ロシア帝国クールラント県ゴールディンゲン Goldingen （現ラトビア・クルディーガ Kuldīga） - 1969年　ニューヨーク市）は、クールラント出身のユダヤ教徒のイディッシュ語学・言語学者。
高名な言語学者ウリエル・ヴァインライヒの父でもある。
1925年、ヴィルナのイディッシュ科学研究所（yidišer visnšaftlikher institut（ドイツ語 Jiddischer(Jüdischer) Wissenschaftlicher Institut）, Yiddish Scientific Institute, 略称 YIVO）設立の参加者の一人である。
これは現在、YIVOユダヤ調査研究所（イーヴォ・ユダヤ研究所） YIVO Institute for Jewish Research としてよく知られている。
1925年から1939年まで指導的立場にあった。1940年、ナチスによる蛮行を避けニューヨークに移住、研究所も移転した。
ニューヨーク市立大学でイディッシュ語講座を担当し、今日のイディッシュ語学・研究の基礎に繋がっていった。

## 3つのイディッシュ文化研究所
ポーランド・リトアニア地域においては、1920年代になり、イディッシュ語・イディッシュ文化全般の研究に従事するための機関が3つ設けられた。
その3つとは、ウクライナのキエフのウクライナ科学アカデミー（Ukrainian Academy of Sciences）のユダヤ教徒部門、ミンスクのベラルーシ科学アカデミー（Belorussian Academy of Sciences）のユダヤ教徒部門、そしてもっとも有名なものが、ヴィルナのイディッシュ科学研究所であった。
これらの機関は、イディッシュ語言語学に関して言えば、言語調査と資料の収集、そして言語地図作成、辞書編集、研究誌の発行を行った。
しかし、現在も機能しているのは YIVO のみである。
1930年代後期から1940年代初めの西欧では、イディッシュ以後・文化研究はされなくなってしまった。
1940年、YIVOのニューヨーク移転と共に、イディッシュ文化の研究は逆にアメリカ合衆国となった（そして、ヨーロッパに残ったユダヤ教徒は虐殺され、イディッシュ文化も壊滅していく）。
マックス・ヴァインライヒは、「言語」と「方言」に境界線を引くための指標としてしばしば引用される警句、「言語とは、陸軍と海軍を持つ方言のことである」（"אַ שפּראַך איז אַ דיאַלעקט מיט אַן אַרמיי און פֿלאָט"　"a shprakh iz a dialekt mit an armey un flot"）の作者としてよく引用されるが、実際はフランスのユベール・リョテ（Hubert Lyautey）元帥のものともされる。

## 著作
- "Studien zur Geschichte und dialektischen Gliederung der jiddischen Sprache"
- "Di geshikhte fun der yidisher shprakh"「イディッシュ語の歴史」　（4巻本：ニューヨーク、1973年）

## 参考資料
- 「言語学大事典」
- 「イディッシュの民話」（青土社）